# 奇瑞捷豹路虎
奇瑞捷豹路虎（正式名称为奇瑞捷豹路虎汽车有限公司）是一家总部位于中国江苏省常熟市的汽车制造企业，是奇瑞汽车与捷豹路虎（其本身是印度塔塔汽车的子公司）的合资企业，双方各持公司一半的股份。该公司的主要业务是为中国市场制造捷豹汽车和路虎汽车。该公司于2012年11月成立。

## 历史
2010年8月，有报道称奇瑞和捷豹路虎正在成立一家合资汽车公司的可能性进行磋商
2012年3月，奇瑞和捷豹路虎宣布计划投资278万美元:10亿美元在中国大陆成立合资企业，生产捷豹和路虎汽车及发动机，并设立研发中心和打造新产品。
奇瑞捷豹路虎汽车有限公司于2012年11月获得国家发展和改革委员会的正式批准。同月，奇瑞捷豹路虎首家组装工厂在常熟开工建设，于2014年10月竣工投产。
2022年1月，获评“工信部2021年度国家级绿色工厂”。
2024年6月，奇瑞与捷豹路虎签署战略合作意向书。捷豹路虎将把Freelander品牌授权给奇瑞捷豹路虎，以基于名为E0X的Exeed EV平台生产电动汽车。“Freelander神行者”将独立于奇瑞现有产品线及捷豹路虎四大新现代豪华品牌家族。神行者汽车虽已在中国销售，后计划出口至全球。截至2025年1月，已确认奇瑞将向英国推出Freelander车型。

## 产品
- 路虎揽胜极光
- 路虎发现神行
- 捷豹XF
- 捷豹XE
- 捷豹E-Pace

## 画廊

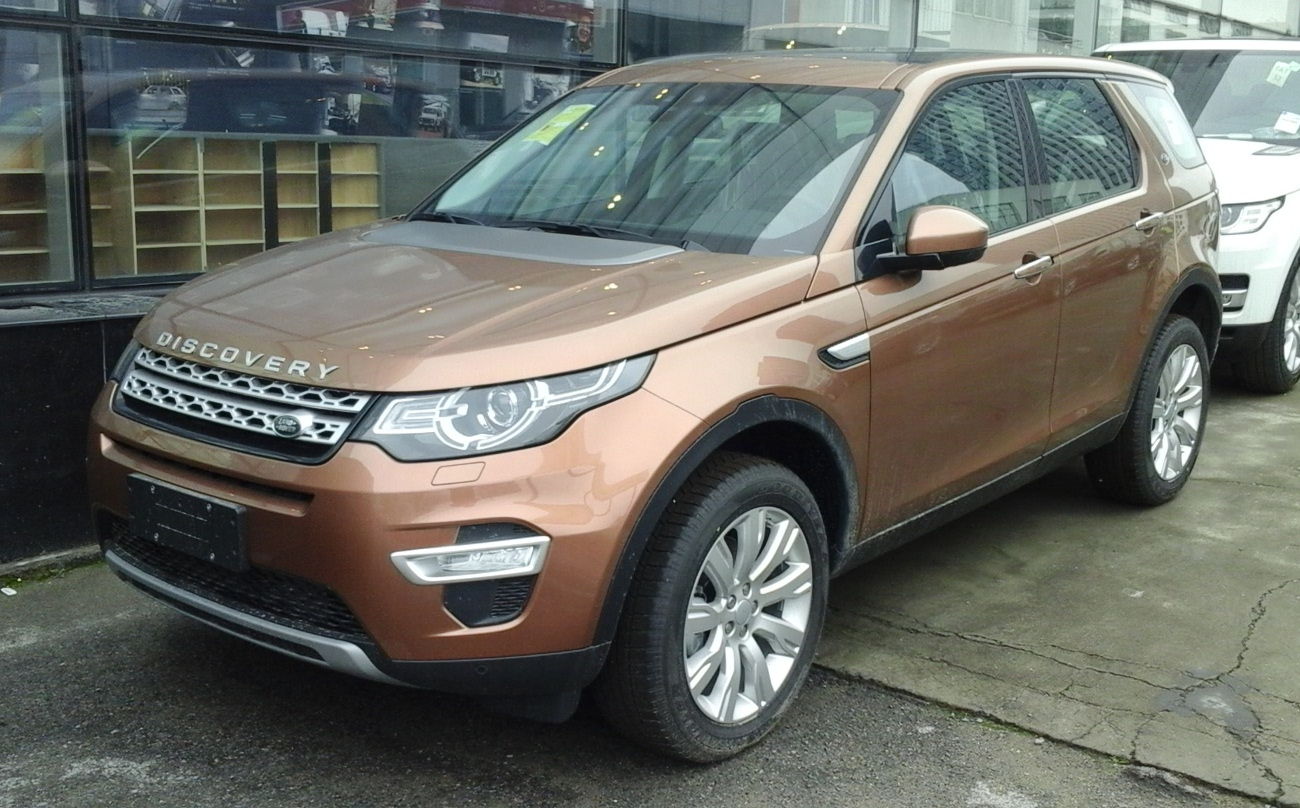
路虎发现神行
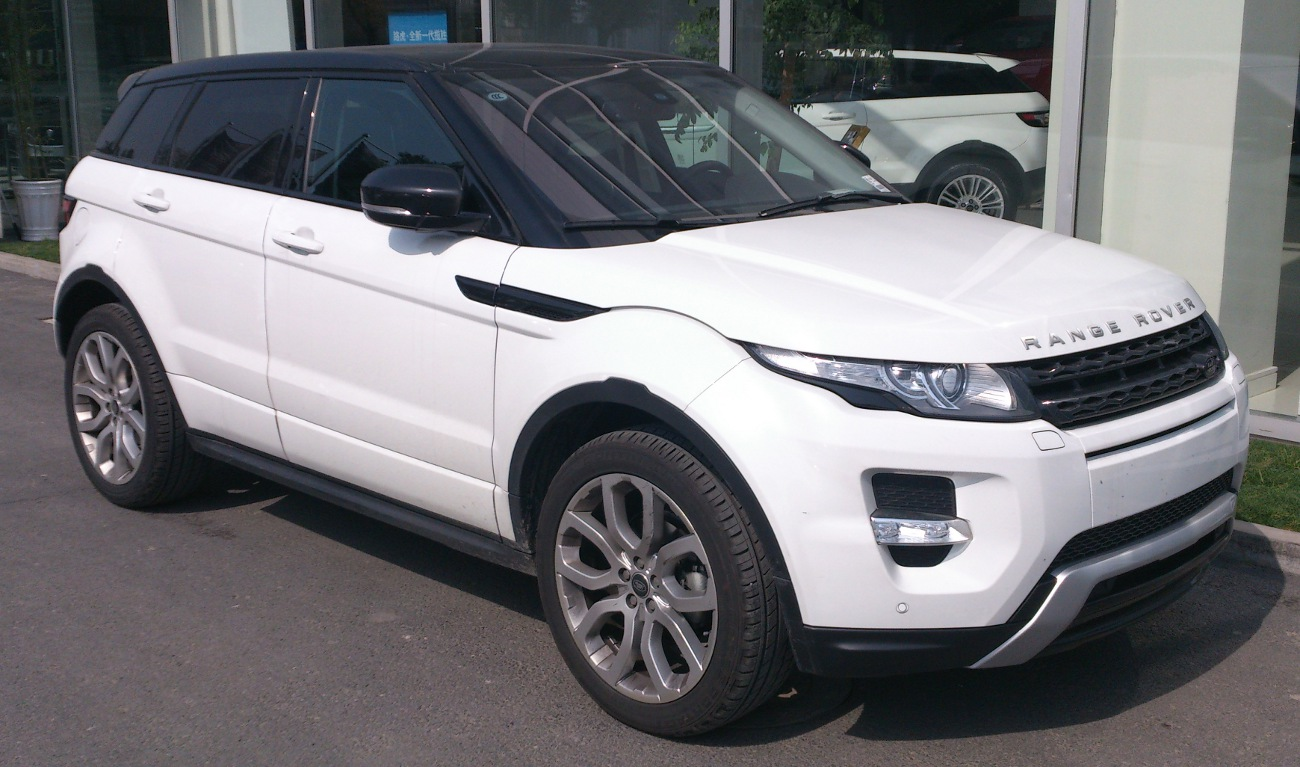
路虎揽胜极光
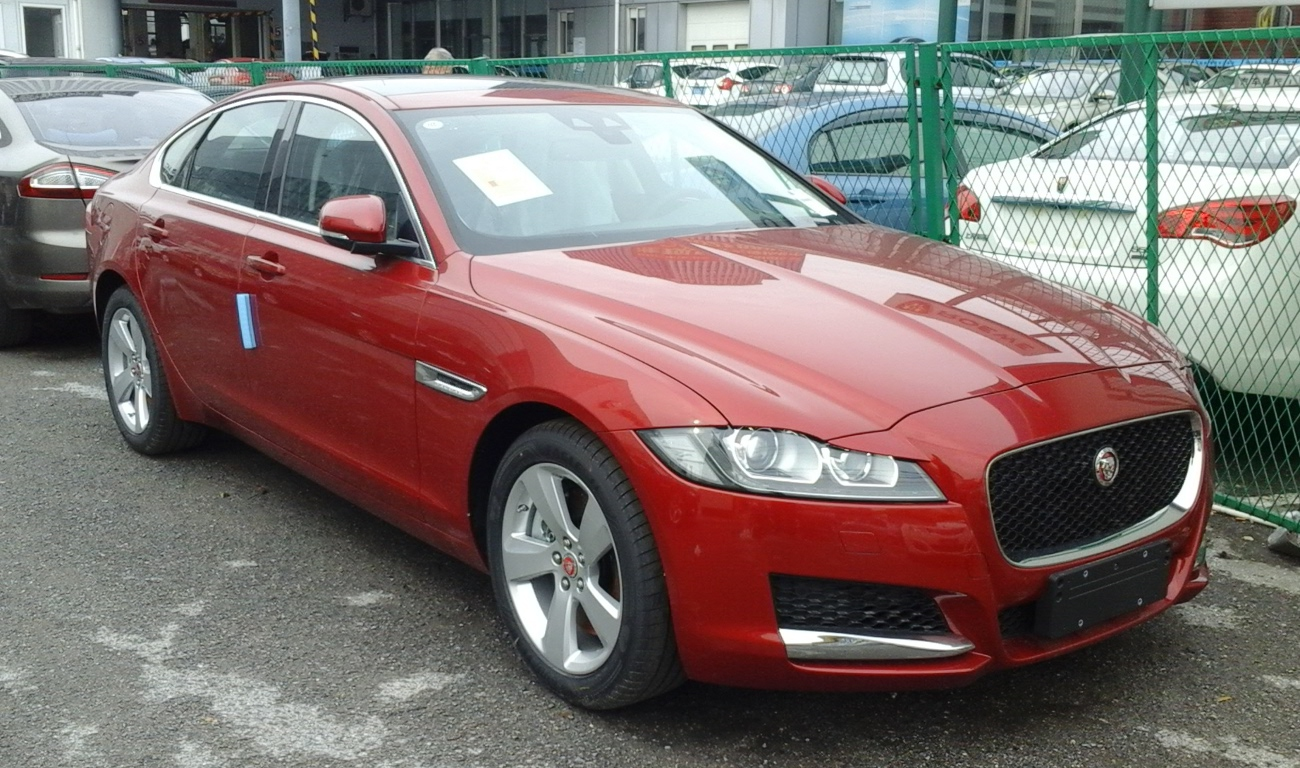
捷豹XF